# Gare de Pers
La gare de Pers est une gare ferroviaire française de la ligne de Figeac à Arvant, située sur le territoire de la commune de Pers, dans le département du Cantal en région Auvergne-Rhône-Alpes.
C'est une halte voyageurs de la Société nationale des chemins de fer français (SNCF), desservie par des trains TER Auvergne-Rhône-Alpes.

## Situation ferroviaire
Établie à 544 mètres d'altitude, la gare de Pers est située au point kilométrique (PK) 281,519 de la ligne de Figeac à Arvant, entre les gares du Rouget et de Lacapelle-Viescamp.

## Fréquentation
De 2015 à 2023, selon les estimations de la SNCF, la fréquentation annuelle de la gare s'élève aux nombres indiqués dans le tableau ci-dessous:
| Année     | 2015 | 2016 | 2017 | 2018 | 2019 | 2020 | 2021 | 2022 | 2023  |
| --------- | ---- | ---- | ---- | ---- | ---- | ---- | ---- | ---- | ----- |
| Voyageurs | 411  | 413  | 163  | 57   | 121  | 207  | 504  | 655  | 1 099 |

## Service des voyageurs

### Accueil

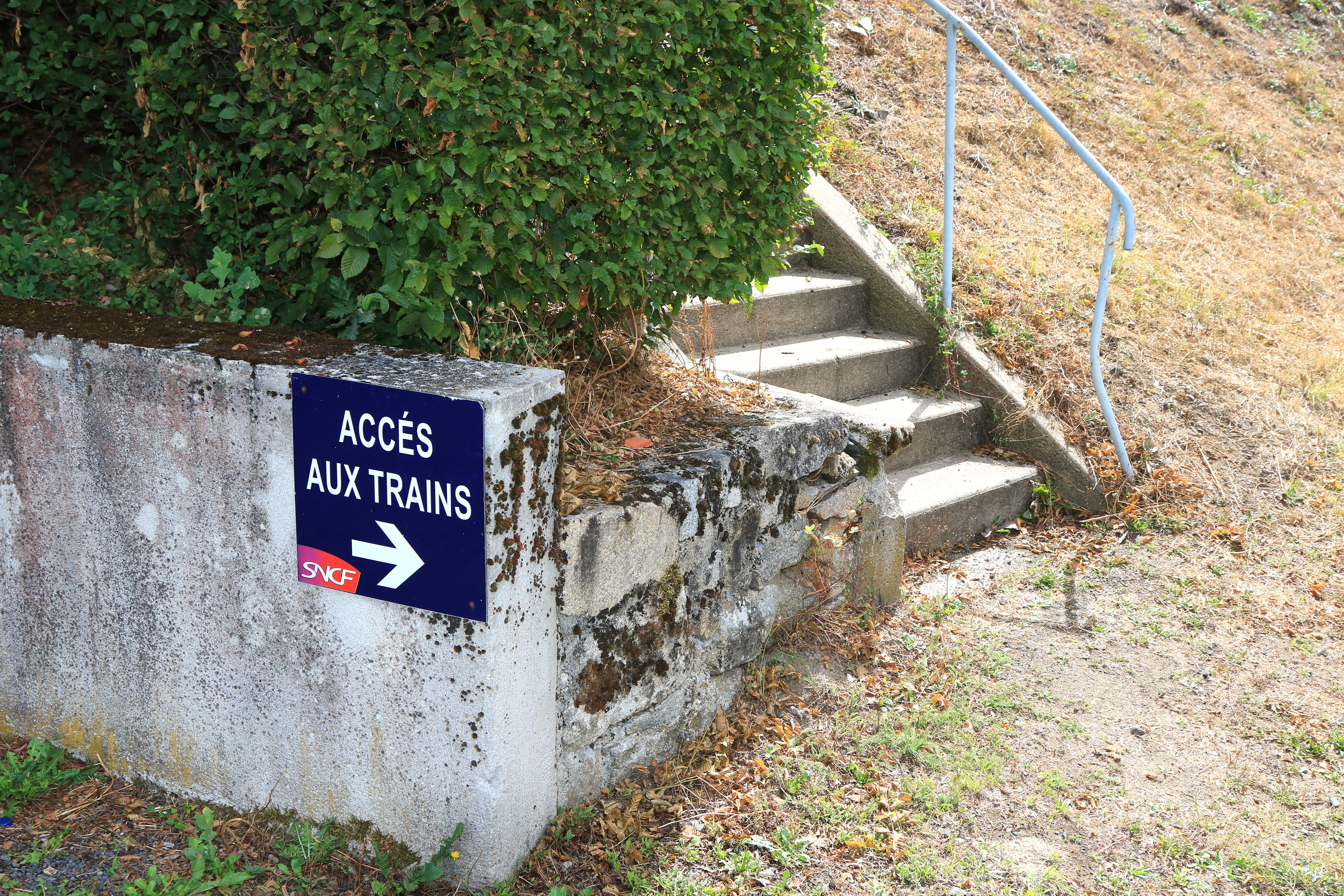
Signalétique sur le parking de la halte.

Halte SNCF, c'est un point d'arrêt non géré (PANG) à entrée libre.

### Desserte
Pers est desservie par des trains TER Auvergne-Rhône-Alpes qui effectuent des missions entre les gares d'Aurillac et de Figeac.

### Intermodalité
Un parking pour les véhicules est aménagé.